# اوبالدسکو بالدی
اوبالدسکو بالدی (انگلیسی: Ubaldesco Baldi; ۱۳ ژوئیهٔ ۱۹۴۴ – ۱۳ ژوئن ۱۹۹۱) تیرانداز اهل ایتالیا بود.